# Francisco Javier de Céspedes
Francisco Javier de Jesús de Céspedes y López del Castillo, né le 3 décembre 1821 à Bayamo et mort le 27 juillet 1903 à Niquero), frère de Carlos Manuel de Céspedes, a participé aux préparatifs de la guerre de Dix Ans. Il était dans les rangs de l'armée de libération dès le début. Il a atteint le rang de général de division.

## Biographie

### Origines et premières années
Francisco Javier de Jesús de Céspedes y López del Castillo est né le 3 décembre 1821 dans la ville de Bayamo, à Cuba. Il était le fils de Jesús María Céspedes y Luque, né à Oriente, et de Francisca de Borja López del Castillo y Ramírez de Aguilar, née à Puerto Príncipe, aujourd'hui appelée Camagüey. Il avait comme frères et sœurs Pedro, Carlos Manuel et Francisca de Borja « Borjita » et (Ladislao) Manuel Hilario est mentionné comme le possible frère perdu.
Il a épousé sa cousine germaine María Trinidad de Céspedes y del Castillo, avec laquelle il a eu un fils nommé Ricardo Rogelio. À la suite d'une relation extraconjugale avec María de la Caridad Yero, il a eu Ismael de Céspedes, qui est né en février 1842. En 1857, il achète l'hacienda « La Demajagua », qu'il vendra quelques années plus tard à son frère Carlos Manuel et où se déroulera le Grito de Yara le 10 octobre 1868.
Impliqué dans les conspirations indépendantistes depuis 1848, Francisco Javier devient franc-maçon, comme ses frères, et s'implique rapidement dans les nombreuses conspirations indépendantistes qui pullulent à Cuba dans les années 1860. Après le renversement d'Isabelle II en Espagne en septembre 1868, l'occasion parfaite s'est présentée pour entamer la lutte pour l'indépendance de Cuba. 

### Guerre de dix ans
Enfin, le 10 octobre 1868, après de nombreuses conspirations, a lieu le Grito de Yara, le déclenchement de la Guerre de Dix Ans (1868-1878), première guerre d'indépendance de Cuba.
Francisco Javier était, avec son frère Carlos Manuel de Céspedes, le principal leader du soulèvement de La Demajagua. Quelque temps plus tard, il est nommé major général de l'armée mambise.
Son frère Carlos Manuel de Céspedes a été élu président de la république de Cuba aux armes, en avril 1869, lors de l'assemblée de Guáimaro. Cependant, à la suite de plusieurs intrigues politiques, il est déposé le 28 octobre 1873. Il mourra au combat quelques mois plus tard, le 27 février 1874.
Ces événements ont provoqué un fort désaccord dans la faction mambise cubaine, ce qui a conduit à la sédition de Lagunas de Varona, au printemps 1875. Cette sédition était fortement soutenue par la famille Céspedes, dirigée par Francisco Javier lui-même.
Le président successeur de Carlos Manuel de Céspedes, Salvador Cisneros Betancourt, démissionne de son poste à cause de cette sédition et est remplacé par Juan Bautista Spotorno, qui cède à son tour la présidence à Tomás Estrada Plama en 1876.
Le 15 avril 1877, la Chambre des représentants élit Francisco Javier comme vice-président de la République, à la suite du décès en exil du précédent vice-président, Francisco Vicente Aguilera. Lorsque Estrada Palma a été capturé par les troupes ennemies, de Céspedes, en sa qualité de vice-président, a assumé la direction par intérim de l'État.
Céspedes n'aspire pas à prolonger sa présidence intérimaire, qui a duré du 19 octobre au 13 décembre 1877. Il préconise que la Chambre des représentants se réunisse et élise comme nouveau président le major général Vicente García González également. Cependant, le gros de la guerre se termine quelques mois plus tard, le 10 février 1878, avec le pacte de Zanjón.
Francisco Javier rejette fermement le pacte de Zanjón et fait l'éloge de la protestation de Baraguá menée par le major général Antonio Maceo le 15 mars 1878. Francisco Javier capitule en mai de la même année dans la ville de Holguín, et retourne dans la ville de Manzanillo. 

### Dernières années et décès
Il a soutenu moralement la guerre d'indépendance cubaine (1895-1898), la troisième guerre pour l'indépendance de Cuba, bien qu'il n'ait pas pu y participer en raison de son âge avancé. Il est le seul des frères Céspedes à avoir pu voir la fin du gouvernement espagnol sur Cuba. 
Francisco Javier de Jesús de Céspedes est mort de causes naturelles le 27 juillet 1903, dans la ville de Niquero, Cuba. Il avait 81 ans au moment de son décès. 